# Литвина, Анна Феликсовна
А́нна Фе́ликсовна Литвина́ (род. 29 октября 1966, Москва) — российский учёный-филолог, кандидат филологических наук, старший научный сотрудник Института славяноведения РАН, специалист по антропонимике, исследователь славянских языковых и культурных контактов, исторической ономастики, истории русского литературного языка.

## Биография
После окончания школы № 57 в 1984 году поступила на русское отделение филологического факультета МГУ. В 1991 году окончила Московский государственный университет им. М. В. Ломоносова, специальность «Русский язык и литература». Защитила диплом «Некоторые особенности „простого языка“ первой половины XVIII в.». Училась в аспирантуре Института славяноведения и балканистики РАН. Кандидат филологических наук, тема «Семантика и синтаксис формул в деловых документах XIII—XVII вв.» (руководитель — академик А. А. Зализняк) (1995).
В 1993—1996 годах преподавала русский язык и литературу в средней школе № 520, в 1994—1995 — английский язык на курсах иностранных языков при филологическом факультете МГУ. В 1995—1997 годах была ведущим рубрики «Тенденции» в журнале «Салон». В 1998—2000 годах — сотрудник, в 2000—2003 — сотрудник-консультант Университета штата Иллинойс в Чикаго. В 2004—2006 вела семинар «Летопись, хроника, сага» на кафедре Средних веков исторического факультета МГУ.
С 2003 года является старшим научным сотрудником Института славяноведения РАН. Начала работать в НИУ ВШЭ в 2011 году.
«А. Ф. Литвина является специалистом в области славянских языковых и культурных контактов, истории русского литературного языка. В спектр её интересов входит проблематика, связанная с изучением исторической семантики имени собственного, славяно-германским языковым взаимодействием, функционированием языковых и культурных клише Средневековья и Нового времени, истории русской литературы XVIII — первой половины XX в., автоматическим анализом научного текста».